# One More Time, OK?
One More Time, OK? là album đầu tay của CSJH The Grace, ra mắt ngày 4 tháng 5 năm 2007. Ca khcus chủ đề được coi như là đĩa đơn đầu tay của nhóm, cũng gây hiệu ứng một cách mạnh mẽ; đã cả hai vị trí số 1 trên 2 bảng xếp hạng M!Countdown và SBS Inkigayo. Album đứng vị trí số 6 trong doanh số bán đĩa của Hiệp hội âm nhạc Hàn Quốc với 11.828 bản bán được. TSZX The Grace trở thành nhóm nhạc nữ thứ hai của SM Entertainment sau S.E.S thành công trong nền âm nhạc Hàn Quốc.
Tháng 8 cùng năm, nhóm quảng bá cho đĩa đơn thứ hai "Dancer In The Rain".
Các ca khúc trong single trước của nhóm cũng được tái bản trong album này. Đến hết năm 2007, album đã bán được 15.260 bản.

## Danh sách ca khúc trong đĩa đơn
1. "한번 더, OK?" (One More Time, OK?)
2. "女友 (그녀들의 수다) Girlfriends (Their Talking)"
3. "女友 (Girlfriends) Interlude"
4. "Sweet Emotion"
5. "그 사람... 욕하지 마요 (My Heartbreak)"
6. "RENEW (사랑할 땐, 좋아할 땐)"
7. "4월의 첫 날 (April Fools' Day)"
8. "Dancer In The Rain"
9. "아니기를 (Not To Be)"
10. "하루만 (Just For One Day)" feat. Kyuhyun of Super Junior
11. "Tonight Is On Me"
12. "Dancing Queen"
13. "열정 (My Everything) (Passion (My Everything))"
14. "Boomerang"
15. "The Club" feat. Rain